# Campeonato Europeu de Atletismo Sub-23 de 2011
O Campeonato Europeu de Atletismo Sub-23 de 2011 foi a 8ª edição do campeonato, organizado pela Associação Europeia de Atletismo (AEA) para atletas que não completaram seu 23º aniversário em 2011. A competição ocorreu em  Ostrava, na República Checa, entre 14 e 17 de julho de 2011. Foram disputadas 44 provas no campeonato, no qual participaram 899 atletas de 42 nacionalidades.

## Resultados
Esses foram os resultados do campeonato. 
Masculino
| Evento                       | Ouro                                                                          | Ouro     | Prata                                                                                 | Prata    | Bronze                                                                      | Bronze   |
| ---------------------------- | ----------------------------------------------------------------------------- | -------- | ------------------------------------------------------------------------------------- | -------- | --------------------------------------------------------------------------- | -------- |
| 100 m                        | James Alaka · Grã-Bretanha                                                    | 10.45    | Michael Tumi · Itália                                                                 | 10.47    | Andrew Robertson · Grã-Bretanha                                             | 10.52    |
| 200 m                        | Lykourgos-Stefanos Tsakonas · Grécia                                          | 20.56    | James Alaka · Grã-Bretanha                                                            | 20.60    | Pavel Maslák · Chéquia                                                      | 20.67    |
| 400 m                        | Nigel Levine · Grã-Bretanha                                                   | 46.10    | Brian Gregan · Irlanda                                                                | 46.12    | Luke Lennon-Ford · Grã-Bretanha                                             | 46.22    |
| 800 m                        | Adam Kszczot · Polónia                                                        | 1:46.71  | Kevin López · Espanha                                                                 | 1:46.93  | Mukhtar Mohammed · Grã-Bretanha                                             | 1:48.01  |
| 1.500 m                      | Florian Carvalho · França                                                     | 3:50.42  | James Shane · Grã-Bretanha                                                            | 3:50.58  | David Bustos · Espanha                                                      | 3:50.59  |
| 5.000 m                      | Sindre Buraas · Noruega                                                       | 14:22.69 | Ross Millington · Grã-Bretanha                                                        | 14:22.78 | Jesper van der Wielen · Países Baixos                                       | 14:23.31 |
| 10.000 m                     | Sondre Nordstad Moen · Noruega                                                | 28:41.66 | Ahmed El Mazoury · Itália                                                             | 28:46.97 | Musa Roba-Kinkal · Alemanha                                                 | 28:57.91 |
| 110 m com barreiras          | Sergey Shubenkov · Rússia                                                     | 13.56    | Balázs Baji · Hungria                                                                 | 13.58    | Lawrence Clarke · Grã-Bretanha                                              | 13.62    |
| 400 m com barreiras          | Jack Green · Grã-Bretanha                                                     | 49.13    | Nathan Woodward · Grã-Bretanha                                                        | 49.28    | Emir Bekrić · Sérvia                                                        | 49.61 NR |
| 3.000 m com obstáculo        | Sebastián Martos · Espanha                                                    | 8:35.35  | Abdelaziz Merzougui · Espanha                                                         | 8:36.21  | Alexandru Ghinea · Roménia                                                  | 8:38.51  |
| 20 km marcha atlética        | Petr Bogatyrev · Rússia                                                       | 1:24:20  | Dawid Tomala · Polónia                                                                | 1:24:21  | Denis Strelkov · Rússia                                                     | 1:24:25  |
| Revezamento 4 x 100 metros   | Itália · Michael Tumi · Francesco Basciani · Davide Manenti · Delmas Obou     | 39.05    | Reino Unido · Andrew Robertson · Kieran Showler-Davis · Richard Kilty · Daniel Talbot | 39.10    | Predefinição:RGER Florian Hübner Maximilian Kessler Robin Erewa Felix Göltl | 39.19    |
| Revezamento 4 x 400 metros   | Reino Unido · Nigel Levine · Thomas Phillips · Jamie Bowie · Luke Lennon-Ford | 3:03.53  | Polónia · Michał Pietrzak · Jakub Krzewina · Łukasz Krawczuk · Mateusz Fórmanski      | 3:03.62  | Rússia · Aleksey Kenig · Anton Volobuev · Artem Vazhov · Vladimir Krasnov   | 3:04.01  |
| Salto em altura              | Bohdan Bondarenko · Ucrânia                                                   | 2.30     | Sergey Mudrov · Rússia                                                                | 2.30     | Miguel Ángel Sancho · Espanha                                               | 2.21 =   |
| Salto com vara               | Paweł Wojciechowski · Polónia                                                 | 5.70     | Karsten Dilla · Alemanha                                                              | 5.60     | Dmitriy Zhelyabin · Rússia                                                  | 5.55     |
| Salto em distância           | Aleksandr Menkov · Rússia                                                     | 8.08     | Marcos Chuva · Portugal                                                               | 7.94     | Guillaume Victorin · França                                                 | 7.86     |
| Salto triplo                 | Sheryf El-Sheryf · Ucrânia                                                    | 17.72    | Aleksey Fyodorov · Rússia                                                             | 16.85    | Yuriy Kovalyov · Rússia                                                     | 16.82    |
| Arremesso de peso (6 kg)     | David Storl · Alemanha                                                        | 20.45    | Dmytro Savytskyy · Ucrânia                                                            | 19.18    | Marin Premeru · Croácia                                                     | 18.83    |
| Arremesso de disco (1,75 kg) | Lawrence Okoye · Grã-Bretanha                                                 | 60.70    | Mykyta Nesterenko · Ucrânia                                                           | 59.67    | Fredrik Amundgård · Noruega                                                 | 59.42    |
| Arremesso de martelo (6 kg)  | Paweł Fajdek · Polónia                                                        | 78.54    | Javier Cienfuegos · Espanha                                                           | 73.03    | Aleh Dubitski · Bielorrússia                                                | 72.52    |
| Lançamento de dardo          | Till Wöschler · Alemanha                                                      | 84.38    | Fatih Avan · Turquia                                                                  | 84.11    | Dmitry Tarabin · Rússia                                                     | 83.18    |
| Decatlo                      | Thomas van der Plaetsen · Bélgica                                             | 8157 ,   | Eduard Mikhan · Bielorrússia                                                          | 8152     | Mihail Dudaš · Sérvia                                                       | 8117 ,   |

Feminino
| Evento                       | Ouro                                                                                    | Ouro     | Prata                                                                                    | Prata    | Bronze                                                                        | Bronze   |
| ---------------------------- | --------------------------------------------------------------------------------------- | -------- | ---------------------------------------------------------------------------------------- | -------- | ----------------------------------------------------------------------------- | -------- |
| 100 m                        | Andreea Ograzeanu · Roménia                                                             | 11.65    | Leena Günther · Alemanha                                                                 | 11.75    | Anna Kiełbasińska · Polónia                                                   | 11.77    |
| 200 m                        | Anna Kiełbasińska · Polónia                                                             | 23.23    | Moa Hjelmer · Suécia                                                                     | 23.24    | Marit Dopheide · Países Baixos                                                | 23.32    |
| 400 m                        | Olga Topilskaya · Rússia                                                                | 51.45    | Yuliya Terekhova · Rússia                                                                | 52.63    | Lena Schmidt · Alemanha                                                       | 52.66    |
| 800 m                        | Merve Aydin · Turquia                                                                   | 2:00.46  | Lynsey Sharp · Grã-Bretanha                                                              | 2:00.65  | Aleksandra Bulanova · Rússia                                                  | 2:01.40  |
| 1.500 m                      | Tuğba Karakaya · Turquia                                                                | 4:20.80  | Corinna Harrer · Alemanha                                                                | 4:21.52  | Katarzyna Broniatowska · Polónia                                              | 4:22.06  |
| 5.000 m                      | Layes Abdullayeva · Azerbaijão                                                          | 15:29.47 | Yekaterina Gorbunova · Rússia                                                            | 15:45.14 | Stevie Stockton · Grã-Bretanha                                                | 15:58.51 |
| 10.000 m                     | Layes Abdullayeva · Azerbaijão                                                          | 32:18.05 | Lyudmyla Kovalenko · Ucrânia                                                             | 33:35.36 | Catarina Ribeiro · Portugal                                                   | 34:10.39 |
| 100 m com barreiras          | Alina Talay · Bielorrússia                                                              | 12.91    | Lisa Urech · Suíça                                                                       | 13.00    | Cindy Roleder · Alemanha                                                      | 13.10    |
| 400 m com barreiras          | Hanna Yaroshchuk · Ucrânia                                                              | 54.77    | Hanna Titimets · Ucrânia                                                                 | 54.91    | Meghan Beesley · Grã-Bretanha                                                 | 55.69    |
| 3.000 m com obstáculo        | Gülcan Mingir · Turquia                                                                 | 9:47.83  | Jana Sussmann · Alemanha                                                                 | 9:48.01  | Mariya Shatalova · Ucrânia                                                    | 9:48.22  |
| 20 km marcha atlética        | Julia Takács · Espanha                                                                  | 1:31:55  | Antonella Palmisano · Itália                                                             | 1:36:26  | Eleonora Giorgi · Itália                                                      | 1:38:41  |
| Revezamento 4 x 100 metros   | Rússia · Yekaterina Filatova · Alena Tamkova · Yekaterina Kuzina · Nina Argunova        | 44.14    | França Yariatou Toure Sarah Goujon Orlann Ombissa Cornnelly Calydon                      | 44.26    | Reino Unido · Annabelle Lewis · Emily Diamond · Torema Thompson · Asha Philip | 44.34    |
| Revezamento 4 x 400 metros   | Rússia · Yevgeniya Subbotina · Yekaterina Yefimova · Yuliya Terekheva · Olga Topilskaya | 3:27.72  | Ucrânia · Kateryna Plyashechuk · Alina Lohvynenko · Hanna Yaroshchuk · Yuilya Olishevska | 3:30.13  | França Clemence Sorgnard Marie Gayot Elea Mariama Diarra Floria Guei          | 3:31.73  |
| Salto em altura              | Esthera Petre · Roménia                                                                 | 1.98 =   | Oksana Okuneva · Ucrânia                                                                 | 1.94     | Burcu Ayhan · Turquia                                                         | 1.94     |
| Salto com vara               | Holly Bleasdale · Grã-Bretanha                                                          | 4.55     | Katerina Stefanidi · Grécia                                                              | 4.45     | Annika Roloff · Alemanha                                                      | 4.40     |
| Salto em distância           | Darya Klishina · Rússia                                                                 | 7.05     | Ivana Španović · Sérvia                                                                  | 6.74     | Sosthene Moguenara · Alemanha                                                 | 6.74     |
| Salto triplo                 | Paraskevi Parahristou · Grécia                                                          | 14.40    | Carmen Toma · Roménia                                                                    | 13.92    | Anna Jagaciak · Polónia                                                       | 13.86    |
| Arremesso de peso (6 kg)     | Yevgeniya Kolodko · Rússia                                                              | 18.87    | Sophie Kleeberg · Alemanha                                                               | 17.92    | Melissa Boekelman · Países Baixos                                             | 17.88    |
| Arremesso de disco (1,75 kg) | Julia Fischer · Alemanha                                                                | 59.60    | Nastassia Kashtanava · Bielorrússia                                                      | 56.25    | Anita Márton · Hungria                                                        | 54.14    |
| Arremesso de martelo (6 kg)  | Bianca Perie · Roménia                                                                  | 71.59    | Joanna Fiodorow · Polónia                                                                | 70.06    | Sophie Hitchon · Grã-Bretanha                                                 | 69.59    |
| Lançamento de dardo          | Sarah Mayer · Alemanha                                                                  | 59.29    | Vira Rebryk · Ucrânia                                                                    | 58.95    | Oona Sormunen · Finlândia                                                     | 58.54    |
| Heptatlo                     | Grit Šadeiko · Estónia                                                                  | 6134     | Kateřina Cachová · Chéquia                                                               | 6123     | Yana Maksimava · Bielorrússia                                                 | 6075     |

Notas: Darya Pizhankova da Ucrânia originalmente ganhou três medalhas em 100 m, 200 e no revezamento 4 x 100 m, porém, mais tarde foi desclassificado por doping e retirado as medalhas. Ulyana Lepska, que também correu no revezamento 4 X100 venceu a prova originalmente, mas foi considerado culpado do mesmo crime. Elena Arzhakova da Rússia originalmente ganhou duas medalhas de ouro nos 800 me 1.500 m, mas mais tarde foi desqualificada por doping e despojada de medalhas.  A classificação e o recorde de medalhas foram atualizados para refletir a realocação dessas medalhas. 

## Quadro de medalhas

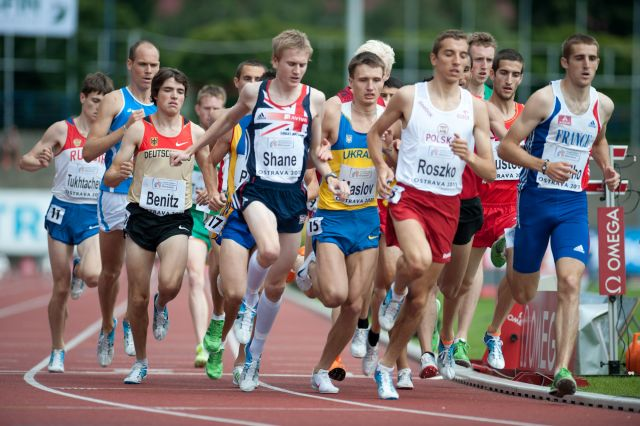
1.500 m masculino em andamento

| Ordem | País          | Medalha de ouro | Medalha de prata | Medalha de bronze | Total |
| ----- | ------------- | --------------- | ---------------- | ----------------- | ----- |
| 1     | Rússia        | 9               | 5                | 6                 | 20    |
| 2     | Grã-Bretanha  | 6               | 6                | 8                 | 20    |
| 3     | Alemanha      | 4               | 4                | 7                 | 15    |
| 4     | Polónia       | 4               | 3                | 3                 | 10    |
| 5     | Ucrânia       | 3               | 7                | 1                 | 11    |
| 6     | Roménia       | 3               | 1                | 1                 | 5     |
| 6     | Turquia       | 3               | 1                | 1                 | 5     |
| 8     | Grécia        | 2               | 1                | 0                 | 3     |
| 9     | Noruega       | 2               | 0                | 1                 | 3     |
| 10    | Azerbaijão    | 2               | 0                | 0                 | 2     |
| 11    | Espanha       | 1               | 3                | 3                 | 7     |
| 12    | Bielorrússia  | 1               | 2                | 2                 | 5     |
| 13    | Itália        | 1               | 2                | 0                 | 3     |
| 14    | França        | 1               | 0                | 3                 | 4     |
| 15    | Bélgica       | 1               | 0                | 0                 | 1     |
| 15    | Estónia       | 1               | 0                | 0                 | 1     |
| 17    | Sérvia        | 0               | 1                | 2                 | 3     |
| 18    | Chéquia       | 0               | 1                | 1                 | 2     |
| 18    | Hungria       | 0               | 1                | 1                 | 2     |
| 18    | Portugal      | 0               | 1                | 1                 | 2     |
| 21    | Irlanda       | 0               | 1                | 0                 | 1     |
| 21    | Suécia        | 0               | 1                | 0                 | 1     |
| 21    | Suíça         | 0               | 1                | 0                 | 1     |
| 23    | Países Baixos | 0               | 0                | 3                 | 3     |
| 24    | Croácia       | 0               | 0                | 1                 | 1     |
| 24    | Finlândia     | 0               | 0                | 1                 | 1     |
| Total | Total         | 44              | 44               | 44                | 132   |

## Participantes por nacionalidade
Um total de 899 atletas de 42 países participaram do campeonato.
- Armênia (1)
- Áustria (8)
- Azerbaijão (3)
- Bielorrússia (21)
- Bélgica (16)
- Bulgária (11)
- Croácia (10)
- Chipre (9)
- Chéquia (33)
- Dinamarca (8)
- Estónia (15)
- Finlândia (29)
- França (66)
- Geórgia (2)
- Alemanha (69)
- Reino Unido (39)
- Grécia (12)
- Hungria (19)
- Islândia (3)
- Irlanda (19)
- Israel (8)
- Itália (49)
- Letónia (15)
- Lituânia (14)
- Macedônia do Norte (2)
- Malta (2)
- Moldávia (1)
- Mónaco (1)
- Países Baixos (25)
- Noruega (29)
- Polónia (65)
- Portugal (19)
- Roménia (27)
- Rússia (58)
- Sérvia (9)
- Eslováquia (7)
- Eslovênia (6)
- Espanha (47)
- Suécia (36)
- Suíça  (24)
- Turquia (19)
- Ucrânia (43)

Legenda
| Recorde mundial       | Recorde mundial (World record)               |                       | Recorde africano                      | Recorde africano (African) |                                           | Q | Classificado por posição (Qualified) |
| Recorde do campeonato | Recorde do campeonato (Championship record)  | Recorde da América    | Recorde da América (Americas)         | q                          | Classificado por melhor tempo (Qualified) |   |                                      |
| Melhor marca do ano   | Melhor marca do ano (World leading)          | Recorde asiático      | Recorde asiático (Asian)              | DNS                        | Não largou (Did not start)                |   |                                      |
| Recorde nacional      | Recorde nacional (National record)           | Recorde europeu       | Recorde europeu (European)            | DNF                        | Não terminou (Did not finish)             |   |                                      |
| Recorde pessoal       | Recorde pessoal do atleta (Personal best)    | Recorde da Oceania    | Recorde da Oceania (Oceania)          | DSQ / DQ                   | Desclassificado (Disqualified)            |   |                                      |
| Recorde da temporada  | Recorde da temporada do atleta (Season best) | Recorde sul-americano | Recorde sul-americano (South America) | NM                         | Sem marca (No mark)                       |   |                                      |